# Provincia de Fuchien
Fuchien (en chino, 福建; pinyin, Fujian; transcripción antigua, Fukien, Peh-oe-ji: Hok-Kian) es una provincia de la República de China (Taiwán), incluye los pequeños archipiélagos de Kinmen (Quemoy) y las islas de Matsu de la costa sureste de la República Popular China. La sede del gobierno provincial es Jincheng municipio del condado de Kinmen.
La provincia de Fujian actual fue una vez parte de una provincia más grande, que consistía en una porción del continente y algunas islas. Después de la guerra civil china de 1949, la mayoría de la provincia histórica se convirtió en Fujian en la República Popular China, mientras que las restantes islas permanecieron bajo el control de Taiwán, que componen el 0,5 % del territorio nacional.

## Administración
La provincia de Fujian se divide en dos condados: Kinmen y Lienchiang.

## Historia
La dinastía Qing incorporó la isla de Taiwán a la provincia de Fujian en 1689. La mayoría de los habitantes del Taiwán actual son descendientes de emigrantes procedentes de Fujian. En 1887 Taiwán se convirtió en provincia independiente y los límites de Fujian quedaron establecidos en los que son en la actualidad.
- Datos: Q63698
- Multimedia: Fujian Province, Republic of China / Q63698